# Belen (Nuovo Messico)
Belen (in spagnolo: Belén) è un comune (city) degli Stati Uniti d'America della contea di Valencia nello Stato del Nuovo Messico. La popolazione era di 7.269 abitanti al censimento del 2010. È il secondo centro abitato più popolato della contea dopo il capoluogo, Los Lunas. Gli abitanti di Belen sono chiamati Belenites.
Belen è una parola spagnola per la città di Betlemme e il suo soprannome è "The Hub City". La città è geograficamente vicino al centro del Nuovo Messico e in passato era un importante centro di trasporto nella zona centrale del Nuovo Messico, a causa dell'accesso alla ferrovia, all'interstatale e all'aeroporto della contea di Valencia, l'unico aeroporto pubblico.
Belen si trova all'estremità meridionale dell'area metropolitana di Albuquerque. La città si trova 35 miglia a sud di Albuquerque.

## Geografia fisica
Belen è situata a 34°39′56″N 106°46′34″W (34.665587, -106.776225).
Secondo lo United States Census Bureau, la città ha una superficie totale di 21,54 km², dei quali 21,48 km² di territorio e 0,06 km² di acque interne (0,28% del totale).

## Storia

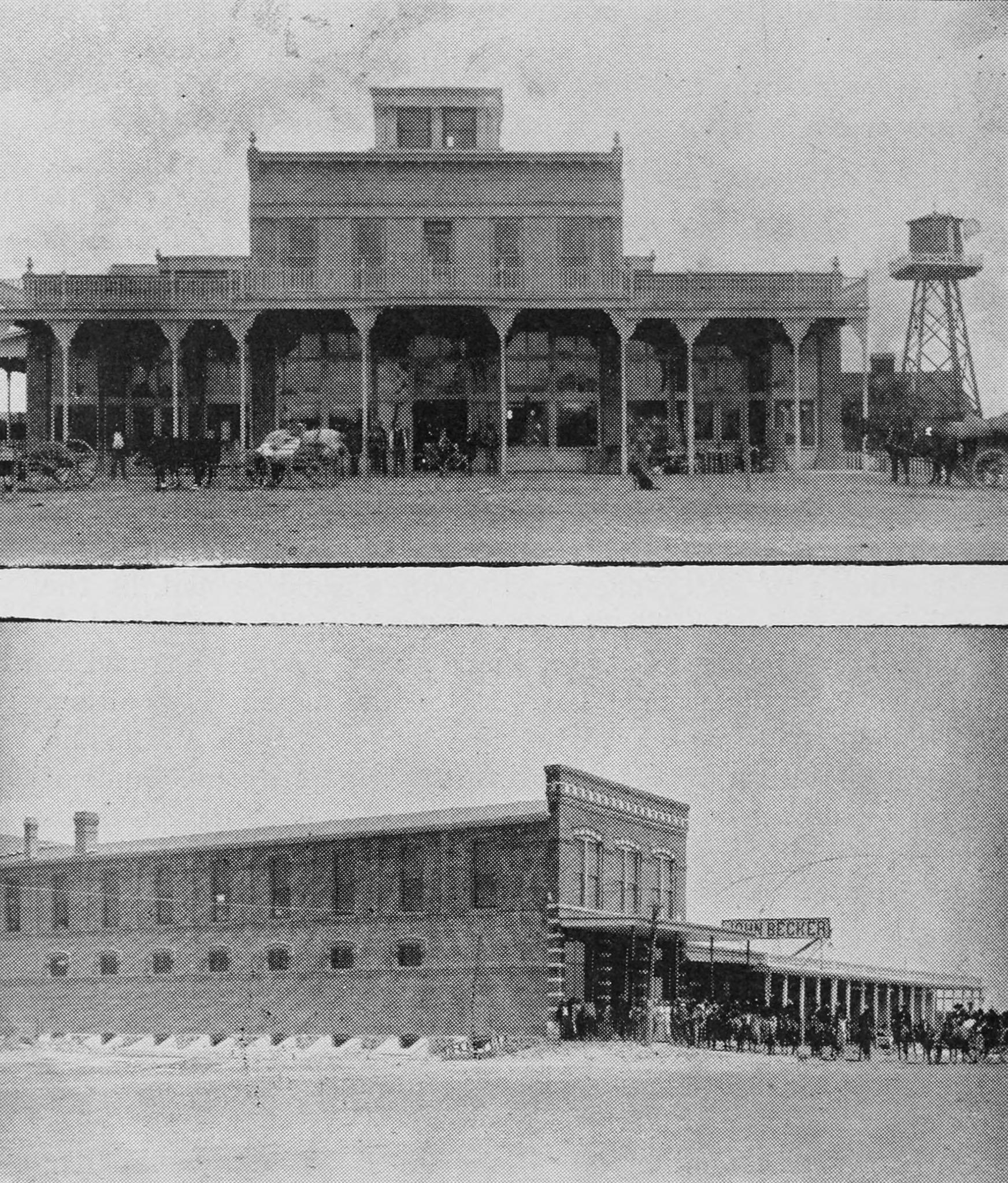
Belen, 1904

Belen fu fondata nel 1740 come Nuestra Señora de Belén da un gruppo di coloni spagnoli guidati da Diego Torres e Antonio Salazar, che ottennero il permesso di sistemare il tratto di terra noto come "Belen Grant" l'anno prima. Riconoscendo il significato strategico di Belen, le autorità spagnole crearono un forte a Belen per proteggere gli insediamenti lungo il Rio Grande nel 1760. Negli anni 1790, a Belen fu creato il centro della città noto come Plaza Vieja o Old Town, ed era cresciuto da paraje (luogo) a partido (distretto), con una popolazione di 1.695 abitanti. Nel 1793, furono create una chiesa cattolica e una parrocchia.
Verso la metà del XIX secolo, Belen aveva superato Old Town e si stava espandendo in quello che divenne nota come New Town. Nel 1853, gli abitanti in ogni parte della città erano in disaccordo sulla costruzione di una nuova chiesa cattolica, con gli abitanti di Old Town che volevano che la nuova chiesa rimanesse lì, mentre invece gli abitanti di New Town volevano che fosse costruita nella loro parte della città. Alla fine, la chiesa adobe di Old Town fu chiusa e una nuova chiesa fu costruita a New Town. Nel 1910, furono distrutte con la dinamite le ultime rovine dell'ex chiesa e l'adobe schiacciato fu utilizzato per costruire la principale strada di New Town, Becker Avenue.
Gli abitanti della contea di Valencia trascorsero quasi 30 anni, dal 1846 al 1875, per scegliere il capoluogo della contea. Valencia, a nord di Belen, era il capoluogo della contea nel 1846, seguito da Peralta nel 1847. Valencia fu di nuovo il capoluogo della contea nel 1849, ma il capoluogo fu trasferito a Tome nel 1852. Belen divenne il capoluogo della contea vent'anni dopo, ma perse a favore di Tome due anni dopo, nel 1874. Infine, nel 1875, Los Lunas divenne il capoluogo della contea fino ai giorni nostri.
Alla fine dell'inverno del 1862, Belen, un alleato dell'Unione, entrò nella guerra civile quando la città cadde brevemente sotto il controllo dei confederati dopo che 400 soldati confederati marciarono a Belen. D'estate, tuttavia, l'esercito confederato si era completamente ritirato dal Nuovo Messico.
Nel 1880, la Atchison, Topeka and Santa Fe Railway raggiunse Belen durante la costruzione di una linea ferroviaria ad El Paso. Nel 1884, il General Land Office, attraverso l'autorità del presidente Ulysses S. Grant, istituì la "Town of Belen". Alla fine del secolo, il commerciante locale John Becker aveva progettato un piano commerciale e residenziale per la città. Il piano di Becker stabiliva Belen su una griglia, che si estende da un centro commerciale con due grandi viali: Becker Avenue e Dalies Avenue. Originariamente tutte le strade della città dovevano portare nomi di esploratori spagnoli, come Coronado, ma furono rapidamente cambiati i nomi in onore dei fondatori della città, come Becker, Paul Dalies e Charles Reinken.
Nel 1907, il "Belen Cutoff" della Santa Fe Railway fu completato, per collegare Amarillo con Belen. Prima del "Belen Cutoff", i treni passavano attraverso il passo di Raton al confine tra Colorado e Nuovo Messico. Il "Cutoff" permise a molti altri treni di viaggiare verso est ed ovest attraverso gli Stati Uniti. Le strutture di Belen erano una grande piattaforma girevole e una stazione di smistamento, che serviva anche le filiali a sud verso El Paso e verso nord attraverso Albuquerque al Colorado. Oggi, Belen rimane una stazione di rifornimento importante per la BNSF Railway, dove una media di 110 treni attraversa Belen in un periodo di 24 ore sul Southern Transcon.
Belen fu ufficialmente incorporata come comune nel 1918. In origine chiamata "Village of Belen", più tardi divenne "City of Belen".
Nel 1927, Arthur C. Goebel, pilota stunt nei film e nativo di Belen, accettò la sfida di James D. Dole, un magnate dell'ananas nelle Hawaii, di gareggiare non-stop con altri piloti dalla terraferma degli Stati Uniti al territorio delle Hawaii in quella che nota come Dole Air Race. Goebel volò con il Woolaroc. Dei 13 aerei che si qualificarono, sette si schiantarono, uccidendo 10 persone. Solo due aerei arrivarono in modo sicuro alle Hawaii. Goebel sbarcò prima alle Hawaii dopo un non-stop di 26 ore, 17 minuti e 33 secondi, ricevendo il primo premio di $25.000.
La prima bomba atomica del mondo, in pezzi non assemblati, viaggiò attraverso Belen nel luglio 1945 in rotta verso il sito di Trinity dove oggi si trova il White Sands Missile Range. La rotta di Belen della bomba era la vecchia Highway 85, oggi Highway 314, nota anche come Main Street. Nel centro di Belen, nel 1945, era presente il Roy's Cafe, un ristorante dove il personale militare e scienziati si riuniva per andare a mangiare. La leggenda locale suggerisce che il personale che scortava la bomba atomica, e forse la bomba stessa, si fermò al Roy's Cafe mentre passavano attraverso la città.
Nel 1950, William F. Beavers, proprietario del B&B Cafe sulla Becker Avenue, presentò il primo brevetto per una macchina che tagliava le patate in fette di waffle, promettendo di aiutare a commercializzare la fetta di cialda ora famosa nei caffè degli Stati Uniti. Il suo brevetto fu concesso due anni più tardi per quello che chiamava "una macchina da taglio con coltello stazionario e un supporto alternativo" fatto per "l'affettatura di patate e come gli alimenti in forme attraenti". Le patatine di cialda potevano essere abbinate alla soda pop dell'Hub City di Belen prodotta e imbottigliata localmente dalla Belen Bottling Co. Il marchio della soda era "pop con personalità".

## Società

### Evoluzione demografica
Secondo il censimento del 2010, la popolazione era di 7.269 abitanti.

### Etnie e minoranze straniere
Secondo il censimento del 2010, la composizione etnica della città era formata dal 74,3% di bianchi, l'1,43% di afroamericani, il 2,56% di nativi americani, lo 0,44% di asiatici, lo 0,12% di oceanici, il 16,3% di altre razze, e il 4,84% di due o più etnie. Ispanici o latinos di qualunque razza erano il 65,28% della popolazione.